# مزرعة بانة سر
مزرعة بانة سر هي قرية في مقاطعة بيرانشهر، إيران. يقدر عدد سكانها بـ 0 نسمة بحسب إحصاء 2016.